# ARA San Juan (S-42)
El ARA San Juan (S-42) de la Armada Argentina fue un submarino de ataque TR-1700 de fabricación alemana, que sirvió desde 1985 hasta su naufragio a finales de 2017. Este tipo de submarino tenía propulsión diésel-eléctrica convencional con sistema snorkel, concebido para ataques contra fuerzas de superficie, submarinos, tráfico mercante y operaciones de minado.
El 15 de noviembre de 2017 desapareció en el mar argentino con 44 marinos a bordo (43 hombres y una mujer, de los cuales eran 38 tripulantes y seis buzos tácticos). La Armada Argentina perdió contacto con el submarino cuando se trasladaba desde Ushuaia hacia Mar del Plata, a la altura del golfo San Jorge, posiblemente a causa de su hundimiento como consecuencia de una implosión. Dieciocho países colaboraron en la operación de búsqueda y rescate (SAR), durante quince días, sin resultados. Al año siguiente, el gobierno contrató a la empresa privada Ocean Infinity e inició una segunda búsqueda que concluyó al hallarse la nave el 17 de noviembre de 2018, muy cerca del punto de desaparición, a 907 metros de profundidad.
Mediante la ley 27.758 (promulgada el 17 de octubre de 2024) se instituyó al día 15 de noviembre de cada año como "Día Nacional por la Memoria de los 44 Héroes y Heroína del submarino ARA San Juan, y la reafirmación y defensa de los derechos soberanos del Mar Argentino".

## Construcción y entrada en servicio
Fue construido en el astillero Thyssen Nordseewerke, en Emden (Alemania), donde fue botado el 20 de junio de 1983 por su madrina, la señora Susana Alcira Garimaldi de Carpintero. El 18 de noviembre de 1985 se «afirmó» el pabellón nacional a su bordo, e inició sus pruebas de mar y luego de realizar la puesta a punto operacional de los distintos sistemas en la zona de adiestramiento 6 para submarinos del mar del Norte. El 2 de diciembre de 1985 fue recibido por la Armada Argentina. El 21 de diciembre de 1985 zarpó hacia la Base Naval Mar del Plata (BNMP) donde tenía su apostadero, al cual ingresó el 18 de enero de 1986 tras haber navegado en inmersión 638 horas (27 días).

## Diseño

### Propulsión
El San Juan contaba con propulsión eléctrica, con 960 elementos de baterías de plomo-ácido. La energía de estas baterías era provista a un motor eléctrico de propulsión de cuatro armaduras y 6400 kW de potencia que transmitía su movimiento a la línea de eje y por consiguiente a la hélice. Para la carga de baterías contaba con 4 motores diésel MTU de 16 cilindros en V y 1200 kW de potencia, que movían a su vez 4 alternadores de 4000 amperios.

### Sensores
El sistema de control de tiro lo constituía un SINBADS de la empresa Signaal-Apparatem y estaba integrado por la computadora VM8-61-138 AR. Este sistema permitía el procesamiento automático de cinco blancos y el guiado de tres torpedos simultáneamente.

### Su nombre
Como norma interna de la Armada Argentina, los submarinos llevan el nombre de una provincia que comience con la letra S. Es el cuarto buque que lleva este nombre en la Armada Argentina, en homenaje a la provincia de San Juan. Fueron sus antecesores:
- Destructor San Juan (1911).
- Hidrógrafo San Juan (1929).
- Torpedero San Juan (1937).

## Servicio operativo

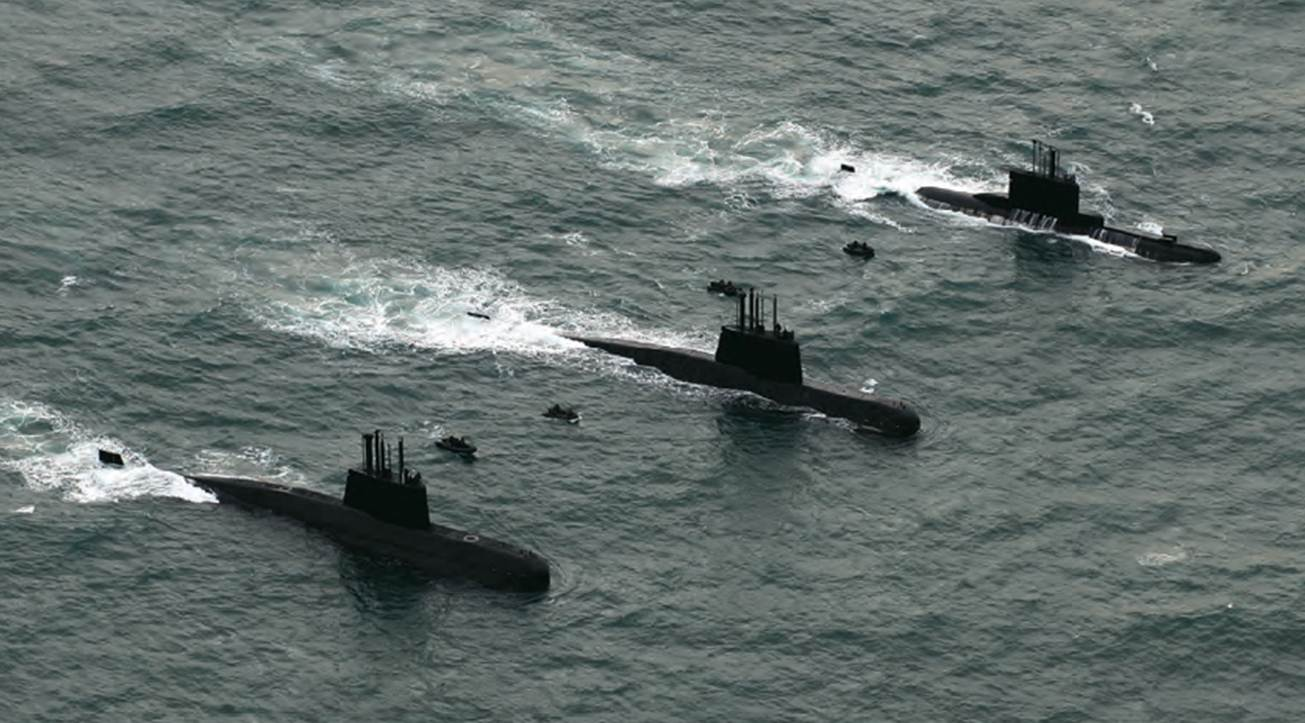
Submarinos argentinos ARA Santa Cruz (S-41), ARA San Juan (S-42) y ARA Salta (S-31) en unas maniobras militares en el año 2015.

Entre el 23 de marzo y el 21 de junio de 1992, por orden del comandante de Operaciones Navales n.º 01/92 C, el submarino ARA San Juan participó en la «Fase Cero del ejercicio Unitas XXXIII», junto a unidades de la Armada de los Estados Unidos, en aguas del mar Caribe. En aquella oportunidad utilizó como base de apoyo la Roosevelt Roads Naval Station, Puerto Rico.
Entre el 17 de febrero de 1994 y el 28 de junio del mismo año, por orden del Comandante de Operaciones n.º 01/94 C tomó parte en el operativo «George Washington-FLEETEX 92/2», junto a buques de la US Navy, en aguas del Atlántico Norte próximas a la base naval de Norfolk. Entre el 24 y el 28 de mayo efectuó el «Operativo PASSEX 24-94», junto con unidades de la Armada Nacional de Venezuela, en el mar Caribe, cerca del puerto de La Guaira. En ese operativo, durante un juego, la Armada Argentina, actuando como el enemigo y utilizando el ARA San Juan, pasó desapercibida, penetró la defensa del destructor estadounidense USS Mount Whitney (LCC-20) y lo «hundió».
El 17 de agosto de 2007 ingresó a las gradas del Astillero Almirante Storni (ex Astillero Ministro Manuel Domecq García), donde se le efectuó una denominada «reparación de media vida», que consiste en el corte de su casco para permitir el cambio de su planta propulsora, incluyendo los motores diésel y los 960 elementos de sus baterías. Se recorrieron todas sus válvulas y sistema eléctrico mientras que su casco fue completamente carenado. Esto le permitió aumentar su vida útil por 30 años más.
Existe la intención de completar la construcción del ARA Santa Fe (S-43), pero aún no hay un plan de obras, contratos ni un calendario oficial. Mientras tanto el mismo continúa fuera del haber de la Armada Argentina.
Incorporado a la Fuerza de Submarinos y desde su apostadero en la Base Naval Mar del Plata, el buque participaba activamente en las ejercitaciones —llamadas Etapa de Mar— que desarrolla la Armada Argentina con el resto de los buques de la Flota de Mar, el Comando Naval Anfibio y Logístico, la División de Patrullado Marítimo y los aviones y helicópteros de la Aviación Naval. También ha tomado parte en numerosas operaciones navales con unidades de otros países, en el ejercicio Pre-Unitas, Unitas, Gringo-Gaucho, Atlasur, Passex, Ghost y Fraterno.

### Década de 2010

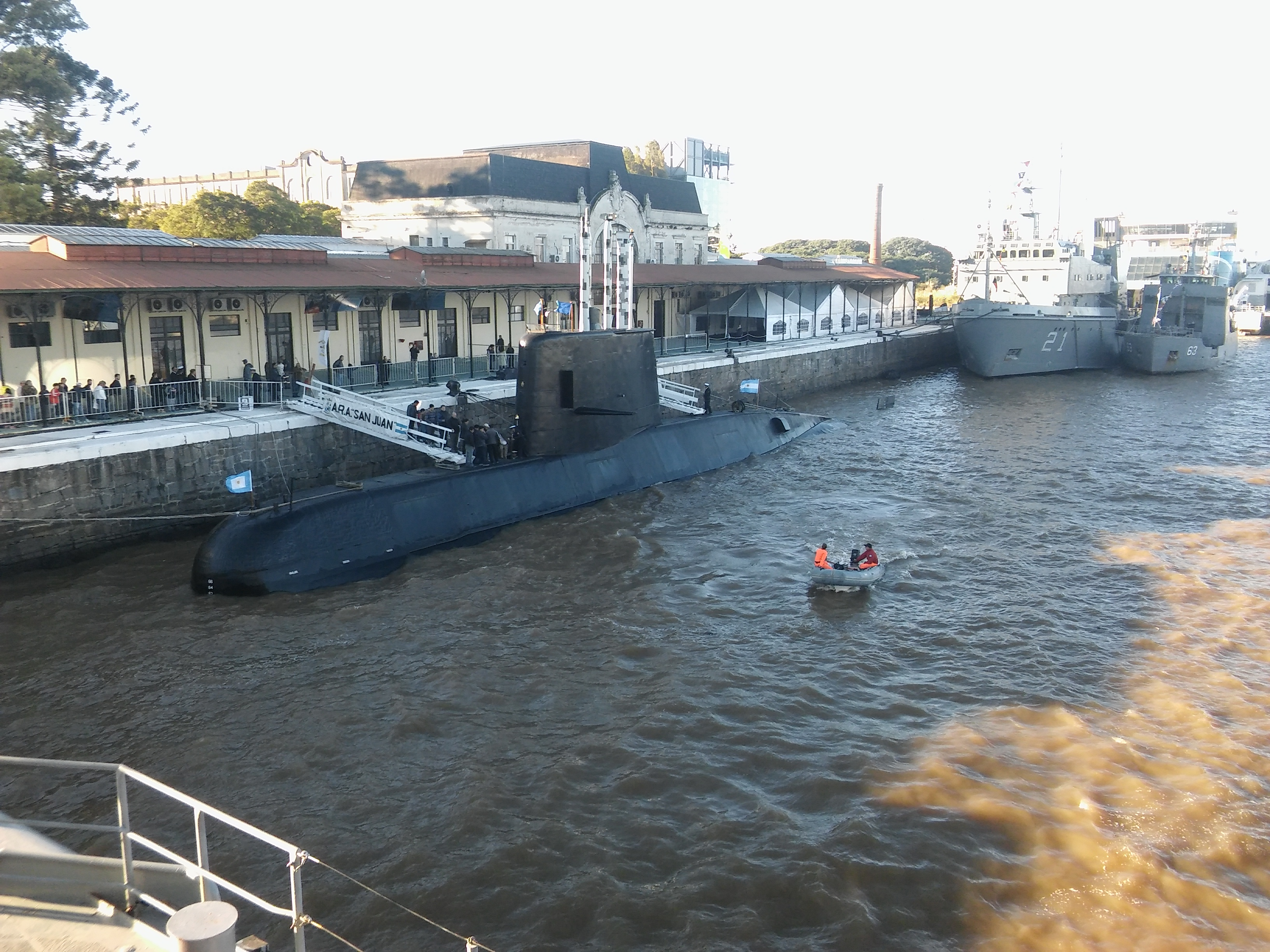
Submarino clase TR-1700 ARA "San Juan", en mayo de 2017.

Continuando con los trabajos en la nave de media vida, en 2011 comenzó el ensamble del casco.
A la vez, se incorporan en el buque un radar portátil de navegación, equipos de comunicaciones y un plóter Garmin GPSMAP 5012. Tras completar su reparación de media vida, el ARA San Juan se hace a la mar en 2014, dejando lugar al ARA Santa Cruz (S-41) para similares tareas.

## Conversión en submarino nuclear
Luego de la Guerra de las Malvinas (1982) el vicealmirante Carlos Castro Madero, presidente de la Comisión Nacional de Energía Atómica (CNEA) elaboró un plan secreto para dotar al ARA San Juan de propulsión nuclear. El proyecto fue abandonado durante el gobierno de Raúl Alfonsín por falta de presupuesto, pero los estudios y cálculos realizados sirvieron para desarrollar el prototipo de reactor nuclear de baja potencia Carem.

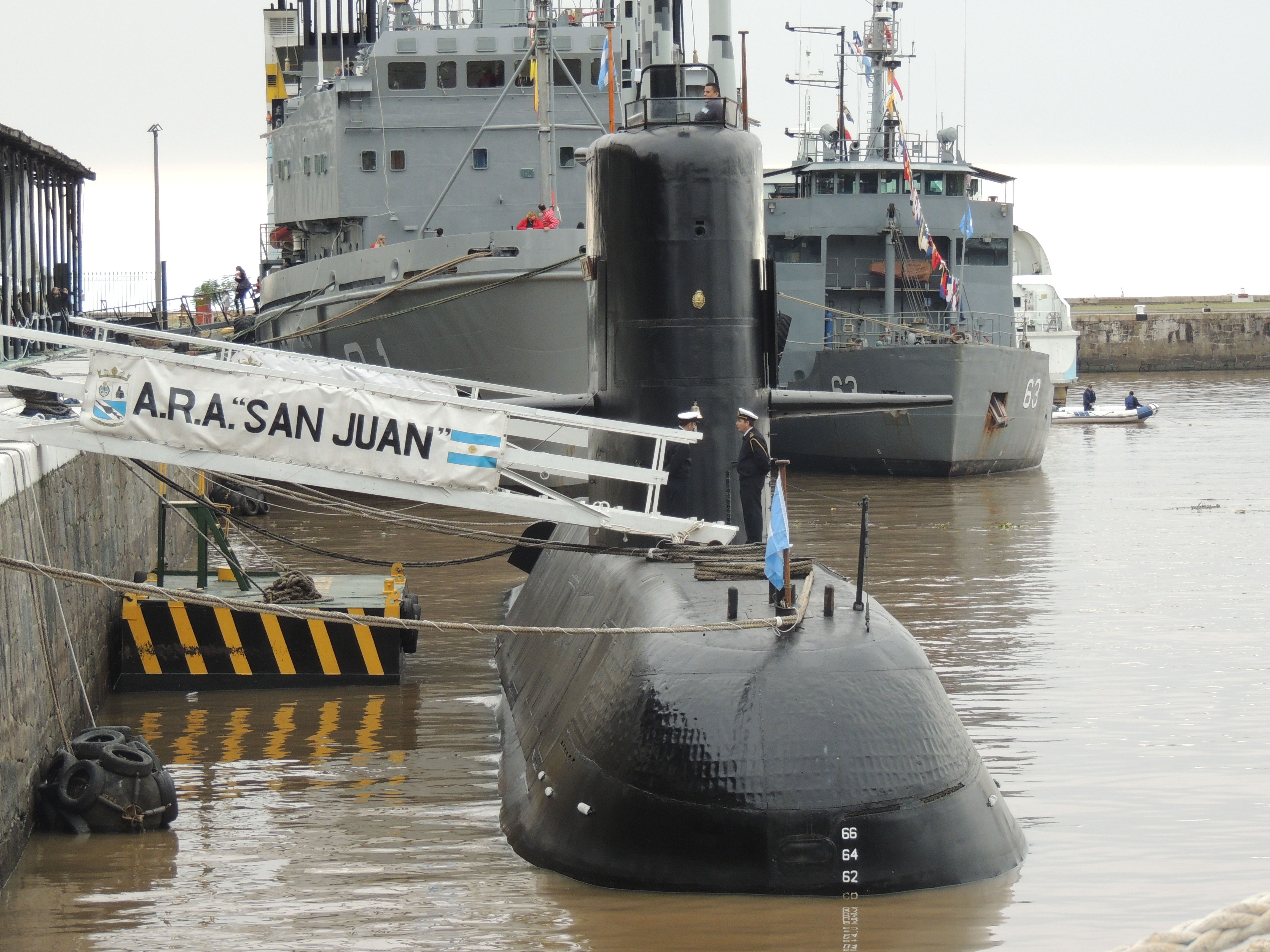
ARA San Juan en el año 2017.

En junio de 2010, la entonces ministra de Defensa, Nilda Garré, anunció que se habían iniciado en INVAP los estudios técnicos para dotar a la Armada de naves a propulsión nuclear, sobre la base del reactor Carem, mencionándose al ARA San Juan como una de las naves que podían utilizarlo, estimándose que para el año 2015 podría ser colocado en el submarino, cosa que finalmente no sucedió.
A lo largo del año 2014 recargó baterías, realizó las pruebas de mar y regresó a Mar del Plata escoltado por el resto de la fuerza de submarinos y otras unidades.

## Naufragio y búsqueda

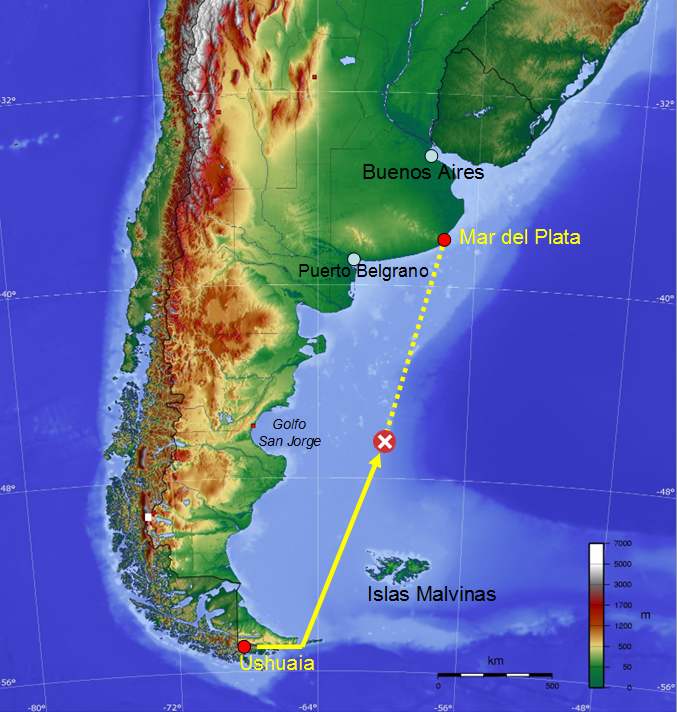
Ubicación de la última posición conocida del submarino ARA San Juan de la Armada Argentina, antes de desaparecer el 15 de noviembre de 2017.

El 15 de noviembre de 2017 desapareció en el mar argentino. El buque, con 44 personas a bordo, 43 hombres y una mujer, dejó de aparecer en los radares, cuando se trasladaba desde la costa sureña de Ushuaia hasta Mar del Plata, a la altura de la ciudad de Comodoro Rivadavia, en la zona del Golfo San Jorge, en el Atlántico sur, a unos a 432 kilómetros de la costa. 
Posiblemente, su hundimiento fue consecuencia de una implosión. Dieciocho países colaboraron en la operación de búsqueda y rescate (SAR), pero quince días después el Gobierno argentino consideró que no había posibilidades de encontrar vivos a los tripulantes y ordenó dar por terminada la búsqueda de sobrevivientes, continuando con las operaciones destinadas a hallar la nave.

## Hallazgo de los restos

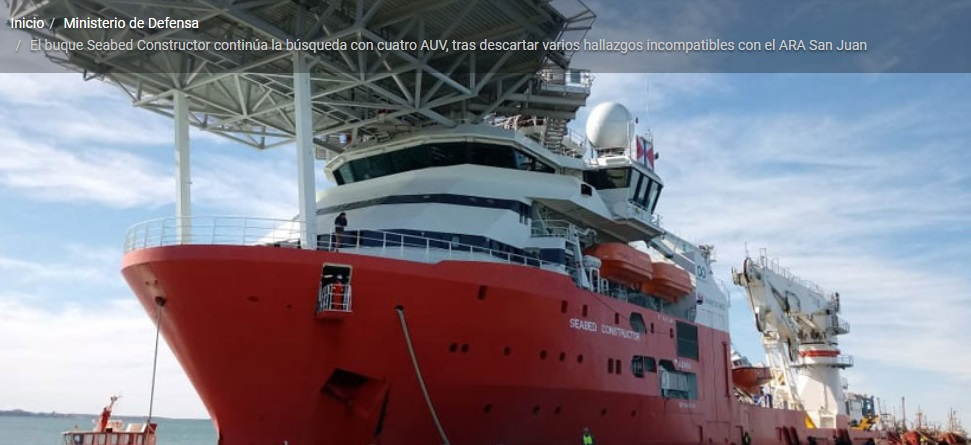
Buque noruego Seabed Constructor, operado por la empresa Ocean Infinity, que halló el 17 de noviembre de 2018, el ARA San Juan hundido sobre el talud continental a 907 metros de profundidad.

En la madrugada del 17 de noviembre de 2018, la Armada Argentina confirmó que había hallado los restos, en el punto de interés n.º 24 (45°56′59″S 59°46′22″O / -45.94972, -59.77278) y a 20 km al NNO de 46°07′S 59°41′O / -46.12, -59.69, la anomalía sísmica previamente informada por la CTBTO, luego de que el jueves 15 de noviembre en la noche, fuera ubicado un objeto de una longitud de 60 metros, a 907 metros de profundidad. El hallazgo fue catalogado de categoría C, lo que quiere decir de «fuerte probabilidad» y finalmente dio positivo con las características del sumergible. El ARA San Juan fue ubicado en un punto del Atlántico Sur a 907 metros en el lecho marino, a 41 km del registro del lugar señalado como evento hidro acústico y a 600 kilómetros de Comodoro Rivadavia, en la plataforma de la Patagonia argentina.
El hallazgo lo realizó la compañía encargada del operativo de búsqueda, Ocean Infinity, a través de la embarcación Seabed Constructor que, tras 60 días de trabajo, se disponía a suspender su labor por mantenimiento. Según el contrato firmado con el Estado Nacional, la empresa estadounidense cobró 7,5 millones de dólares por el descubrimiento de los restos. En el contrato se especificaba que no habría remuneración si la búsqueda no arrojaba resultados.
En noviembre de 2020,  el contralmirante retirado Luis Enrique López Mazzeo, excomandante de Adiestramiento y Alistamiento de la Armada argentina, quien además es uno de los imputados en la causa por el hundimiento del ARA San Juan, reveló ante la Cámara Federal de Apelaciones de Comodoro Rivadavia que el gobierno argentino habría conocido la ubicación del submarino desaparecido al menos 20 días después de su desaparición. La posición, dijo, la había revelado el buque chileno Cabo de Hornos. La información fue ratificada por el capitán en retiro de la Armada Chilena, César Miranda, quien era comandante de la nave en noviembre de 2017.

Navegamos sobre el punto de norte a sur, de este a oeste y en las diagonales, tanto de ida como de vuelta. Pasamos por lo menos ocho veces sobre el lugar. Luego, toda la información obtenida la incorporamos al software que trajeron los miembros del Servicio Hidrográfico y Oceanográfico de la Armada, que hizo un modelamiento en tres dimensiones del objeto. La imagen no era definida, porque se trata de una modelación en grueso. Pero lo que se veía era una imagen tubular con una protuberancia arriba. Hemos encontrado varias cosas metálicas en el fondo marino, pero esta imagen era muy distinta. Yo, en mi fuero interno, tuve la convicción, aunque no la certeza completa, de que se trataba del submarino. Por las dimensiones y la forma de tubo.
César Miranda, excomandante del buque chileno Cabo de Hornos, 22 de noviembre de 2020

Esta última información que asegura haber aportado el Ex Comandante del navío chileno nunca pudo determinarse como coincidente con el ARA "San Juan" dadas las varias millas que separaban la posición reportada por el ARCH "Cabo de Hornos" y el lugar donde finalmente fue localizado el submarino argentino. En notas televisiva ocurridas 3 años después del hundimiento, el Capitán Miranda afirmó que las detecciones que habían localizado no podían haber sido confirmadas como positivas dados las escasas capacidades de los sensores que hasta ese momento se estaban empleando.

## En la cultura popular
- La miniserie ARA San Juan: El submarino que desapareció de Netflix de 2024.
- Mediante la ley 27.758 (promulgada el 17 de octubre de 2024) se instituyó al día 15 de noviembre de cada año como "Día Nacional por la Memoria de los 44 Héroes y Heroína del submarino ARA San Juan, y la reafirmación y defensa de los derechos soberanos del Mar Argentino"[1]